# Renovación Nacional
Renovación Nacional (RN) es un partido político chileno conservador liberal fundado el 29 de abril de 1987, producto de la fusión de tres grupos de derecha organizados en la década de 1980: el Movimiento de Unión Nacional (MUN), la Unión Demócrata Independiente (UDI) y el Frente Nacional del Trabajo (FNT). A ellos se unieron, además, antiguos militantes del Partido Nacional (PN). En 1988 y tras disputas internas estratégicas y de liderazgos, los miembros de la UDI renunciaron al partido y decidieron formar una colectividad propia.
Entre los años 1990 y 2010, se ubicó en la oposición a los gobiernos de la Concertación de Partidos por la Democracia. Desde marzo de 2010 a marzo de 2014, dentro de la Coalición por el Cambio (luego llamada Coalición y Alianza), integró el primer gobierno de Sebastián Piñera. Entre marzo de 2014 y marzo de 2018, formó parte de la oposición al gobierno de Michelle Bachelet. Entre marzo de 2018 y marzo de 2022 integró la coalición de derechas que respaldó el segundo gobierno del presidente Piñera, denominada Chile Vamos; junto con la Unión Demócrata Independiente (UDI), Evolución Política (Evópoli) y el Partido Regionalista Independiente Demócrata (PRI). Desde marzo de 2022 es parte de la  oposición al gobierno de Gabriel Boric.

## Historia

### Fundación y plebiscito de 1988

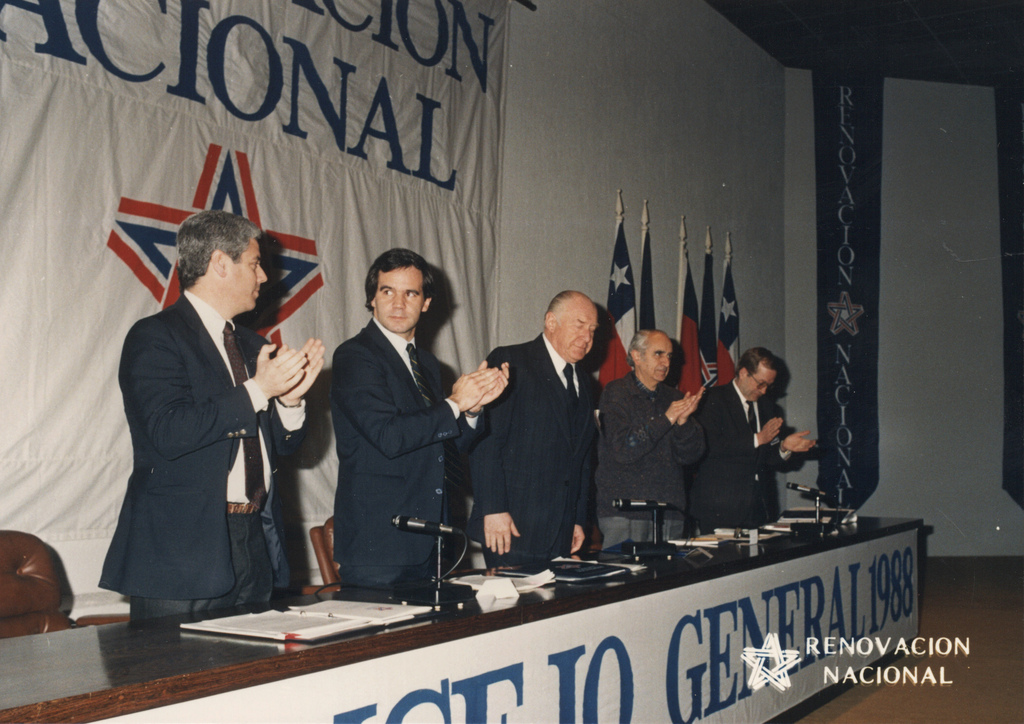
Militantes de Renovación Nacional en 1988. En segundo y tercer lugar están Andrés Allamand y Sergio Onofre Jarpa, fundadores del partido.

El 9 de enero de 1987, el Movimiento de Unión Nacional (MUN) emitió una declaración titulada «El imperativo de la Unidad Nacional», en la que llamó al Frente Nacional del Trabajo (FNT), a la Unión Demócrata Independiente (UDI) y al Partido Nacional (PN) —todos adeptos de la dictadura militar en mayor o menor medida— a fusionarse en un solo partido. El nuevo referente fue lanzando oficialmente el 5 de febrero en el Hotel Carrera de Santiago bajo el nombre de Partido de Renovación Nacional (Parena). Ricardo Rivadeneira –quien no pertenecía a ninguna de las colectividades fundadoras de RN– asumió la presidencia del partido, aún en formación. Sus vicepresidencias fueron ocupadas por Andrés Allamand (MUN), Juan de Dios Carmona (FNT) y Jaime Guzmán (UDI).
El partido político fue constituido oficialmente con la denominación de Renovación Nacional el 29 de abril del mismo año, con 351 militantes fundadores provenientes del MUN, la UDI, el FNT —dentro del cual se habían incorporado el Partido Democracia Social y el Movimiento Social Cristiano— y antiguos militantes y partidarios del Partido Nacional, de Democracia Radical, y del Partido Demócrata Cristiano que colaboraron con la dictadura militar.[cita requerida]
La nueva formación tuvo 48 596 fichas de militantes en diciembre del mismo año, siendo reconocido legalmente por el Servicio Electoral el 28 de enero de 1988 e inscrito en el Registro de Partidos Políticos el 8 de febrero. En diciembre de 1987 se realizaron elecciones para una nueva directiva. Resultó triunfador Sergio Onofre Jarpa, apoyado por los ex MUN y ex FNT, no así por los antiguos UDI.[cita requerida]
En marzo de 1988 correspondía realizar elecciones internas en el partido. No obstante, Jaime Guzmán denunció irregularidades en la elección de la directiva, lo que llevó a su expulsión de la colectividad. A consecuencia de ello, los partidarios de Guzmán decidieron retirarse de RN y refundar el movimiento original de los gremialistas como UDI por el Sí. Cabe destacar que los miembros de la UDI que integraron RN siempre buscaron conservar su propia identidad y, al contrario de los seguidores de Allamand y Jarpa, eran incondicionales –y no críticos– a Pinochet y la conducción del gobierno.

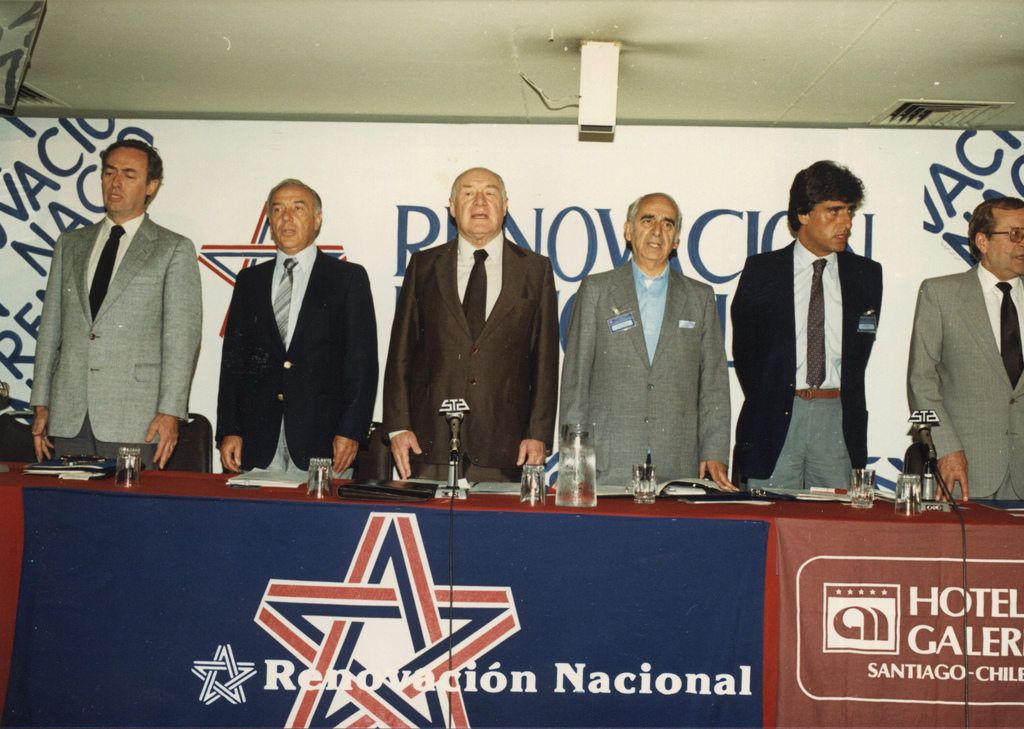
Encuentro de RN en 1988.

Con ocasión del plebiscito de 1988, Renovación Nacional llamó a votar por la opción «Sí», es decir, la continuidad de Pinochet como jefe de Estado y de Gobierno por un nuevo período de ocho años. En el marco de la franja televisiva del «Sí», Andrés Allamand, Alberto Espina y Evelyn Matthei (esta última posteriormente ingresaría a la UDI) manifestaron la posición de Renovación Nacional ante el plebiscito. Alberto Espina expresó que «Renovación Nacional piensa como usted, no queremos que Chile vuelva atrás. Por eso es necesario votar «Sí» y perfeccionar el desarrollo económico y social de estos años», y Andrés Allamand argumentaba que «El "Sí" en el Plebiscito le abre a usted el proyecto del futuro: desarrollo en democracia».
Después del plebiscito de 1988, que rechazó la continuidad de Augusto Pinochet en el poder, RN comenzó un trabajo colaborativo en pos de lograr las reformas constitucionales que permitieran iniciar una transición a la democracia sin grandes problemáticas. Con el retorno de la política competitiva el partido se caracterizará por una política de pactos electorales junto con la UDI, con el firme propósito de unir fuerzas y enfrentar sucesivos comicios.

### La transición a la democracia y elPiñeragate(1989-1992)
Renovación Nacional (RN) y la Unión Demócrata Independiente (UDI) se alistaron para el regreso de la política competitiva en el país, y se unieron para participar en los comicios de 1989, y conformaron una lista única de candidatos bajo el conglomerado denominado Democracia y Progreso. Aun cuando las dos colectividades evidenciaron una gran capacidad para cautivar sufragios, RN surgió como partido hegemónico dentro de la derecha, obteniendo el 18,28 % de la votación popular en las elecciones parlamentarias (consiguiendo 29 diputados para el partido) y 12,4 % en las contiendas electorales para senadores (obteniendo 6 senadores).

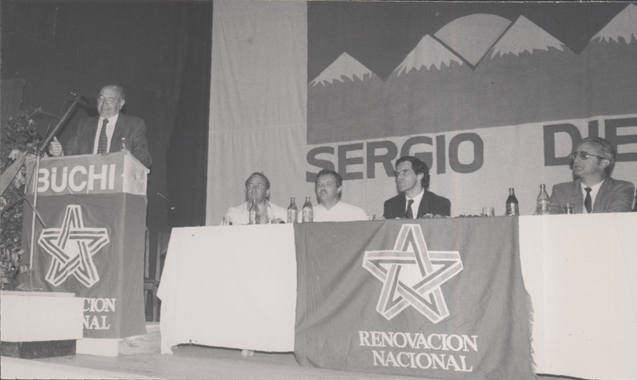
Encuentro de RN dando su apoyo Hernán Büchi.

Además de elecciones parlamentarias, en 1989 se realizaron elecciones presidenciales, y la combinación político-electoral Democracia y progreso presentó la candidatura del exministro de Hacienda de la dictadura militar Hernán Büchi, quien obtuvo el segundo lugar con un 29,40 % del total de los sufragios, perdiendo la contienda frente al candidato de la Concertación de Partidos por la Democracia, el demócrata cristiano Patricio Aylwin, quien se convirtió en presidente de la República el 11 de marzo de 1990.

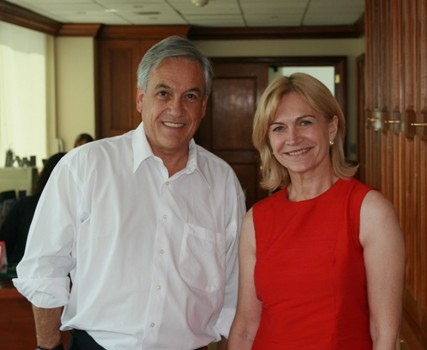
Sebastián Piñera y Evelyn Matthei, figuras de Renovación Nacional involucradas en el Piñeragate.

Dentro del partido, un grupo de políticos jóvenes, conocido como «la patrulla juvenil», se propuso desplazar a la directiva fundacional del partido, presidida desde 1987 por Sergio Onofre Jarpa. Entre quienes integraban dicha facción estaban Sebastián Piñera, Andrés Allamand, Evelyn Matthei y Alberto Espina. En 1990 Allamand asumió la presidencia de RN para el periodo 1990-1992 y Matthei la vicepresidencia. Allamand sería posteriormente reelecto para los periodos 1992-1994 y 1994-1996.
En julio de 1992, RN integró el pacto «Participación y Progreso» junto a la Unión Demócrata Independiente (UDI), el Partido Nacional y algunos independientes para participar en las elecciones municipales. Este conglomerado participó como Lista D y obtuvo 1 901 815 votos, equivalentes a un 29,67 % del total de sufragios, y de sus 2054 candidatos, 756 fueron electos.[cita requerida]
Matthei y Piñera, ambos figuras de «la patrulla juvenil», se convirtieron en los precandidatos presidenciales de Renovación Nacional para la elección presidencial de 1993. Sin embargo, ambas aspiraciones a convertirse en el próximo presidente de Chile se vieron truncadas el 23 de agosto de 1992, cuando el empresario Ricardo Claro hizo pública en televisión una escucha telefónica entre Piñera y Pedro Pablo Díaz, en donde ambos discutían las formas de desacreditar públicamente a Matthei. Dicho escándalo es conocido como «Piñeragate» o «Kiotazo», por el fabricante de la radio en que fue reproducida la grabación. Luego de asumir su responsabilidad en el episodio, Matthei renunció a su militancia en RN y se sumó a la bancada parlamentaria de la UDI.[cita requerida]

### Oposición a Frei (1993-1999)
En el contexto de la elección presidencial de 1993, los partidos de derecha decidieron apoyar la candidatura independiente de Arturo Alessandri Besa, quien figuró como candidato apoyado por la coalición «Unión por el Progreso de Chile», constituida por los partidos Renovación Nacional, Unión de Centro Centro, Unión Demócrata Independiente, Partido del Sur, Partido Nacional e independientes. Esta candidatura no prosperó, ya que Alessandri Besa fue derrotado por el candidato de la Concertación Eduardo Frei Ruiz-Tagle, quien gobernó entre 1994 y 2000. En cuanto a las elecciones parlamentarias, la coalición logró el 36,68 % en diputados, y que de sus 120 candidatos 50 de ellos fueran electos, y en senadores, la combinación logró 699 414 votos.[cita requerida]

La coalición «Unión por Chile» se creó con la idea de participar en las elecciones municipales de 1996, fue integrada por RN y la UDI, dando forma definitiva al pacto. En aquellos comicios la «Unión por Chile» obtuvo 2 046 001 votos, equivalentes a un 32,47 % del total de los sufragios emitidos, y de sus 1642 candidatos, 770 resultaron elegidos.[cita requerida]

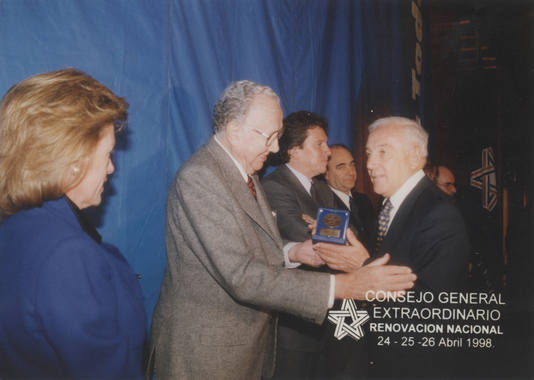
Consejo extraordinario de RN de abril de 1998.

El pacto participó además en las elecciones parlamentarias de 1997, las cuales representaron una novedad, al no estar aparejada a una elección presidencial como había ocurrido desde el retorno a la democracia. Como combinación política, la «Unión por Chile» obtuvo 2 101 392 votos, en la elección para diputados; equivalentes a un 36,26 % del total de sufragios emitidos, y de los 119 candidatos que participaron, 47 resultaron elegidos. En cuanto a las elecciones del Senado, la coalición logró 908 949 votos.[cita requerida]
En 1999 asumió la presidencia de Renovación Nacional el diputado Alberto Espina. El partido participó activamente en la campaña presidencial del mismo año, apoyando al candidato de la UDI Joaquín Lavín Infante.

### Alianza por Chile (2000-2009)
Durante el período de vigencia de la Alianza por Chile, Renovación Nacional tuvo 5 presidentes. Siendo dirigido por el diputado Alberto Cardemil Herrera, quien ocupó el cargo de presidente por el período 1999-2001. Posteriormente fue elegido presidente la colectividad Sebastián Piñera Echenique, quien ocupó el cargo hasta 2004. Para el período 2004-2006, Renovación Nacional fue liderada por Sergio Diez Urzúa. En 2006 asumió la presidencia del partido Carlos Larraín Peña.[cita requerida]
En el 2000 la Alianza por Chile participó en las elecciones municipales, con la fuerte convicción de extrapolar los resultados de la anterior elección presidencial. El pacto inscribió 1371 candidatos, agrupados en la Lista C, de los cuales 259 disputaron alcaldías. Los candidatos a alcaldes fueron: 110 de Renovación Nacional; 75 de la Unión Demócrata Independiente y 74 independientes.[cita requerida]

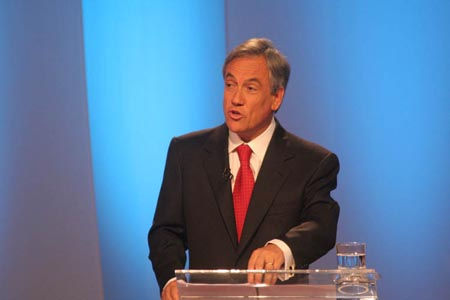
Sebastián Piñera, líder y presidente del partido entre 2001 y 2004. Fue candidato presidencial por primera vez en 2005 y dos veces en 2009 y 2017.

En 2001 se realizaron elecciones parlamentarias, y la Alianza por Chile presentó 15 candidatos al senado (5 UDI; 8 RN; 2 independientes) y 59 para la elección de diputados 119 candidatos (59 UDI y 60 RN). En los comicios para diputados la alianza logró el 44,27 % del total de los sufragios y la elección de 57 de sus candidatos. Estas elecciones les reportaron a la Alianza por Chile un importante incremento en su apoyo popular, pues suben 8 puntos porcentuales en la elección para la Cámara Baja, recordando que, en 1997, lograron un 36,26 % de respaldo. Además, empataron con la antagónica Concertación en el número de senadores electos. Sin embargo, RN descendió en tres puntos porcentuales con respecto a la elección de 1997.
En las elecciones municipales de 2004 se estipuló que alcaldes y concejales sean electos de manera independiente, y en este contexto, la alianza logró 2 443 381 votos, equivalentes a un 38,72 % del total de sufragios y de los 343 candidatos, 104 resultaron elegidos. Esta elección representó un retroceso para el partido en dos puntos porcentuales con respecto a las elecciones del año 2000.
En las elecciones presidenciales de diciembre de 2005, el candidato del partido Sebastián Piñera obtuvo el 25,41 % de los votos, ganando así al candidato de la UDI Joaquín Lavín (23,22 %), y pasando a segunda vuelta, acompañando a Michelle Bachelet, la candidata de la Concertación. Por otra parte, en las elecciones parlamentarias de diciembre de 2005, el partido tuvo una disminución en su representación dentro de la cámara de diputados (de 22 en las elecciones del 2001 a solo 20 en 2005), mientras, en el Senado obtuvo un cupo más que en las elecciones anteriores, pasando de 7 a 8 sus representantes (de un total de 38 que compondrán la cámara, tras la eliminación de los senadores designados y vitalicios).[cita requerida]
Renovación Nacional tuvo su máxima votación en alcaldes y concejales en las elecciones municipales de 2008 siendo el partido más votado.

### Primer gobierno de Piñera (2010-2014)

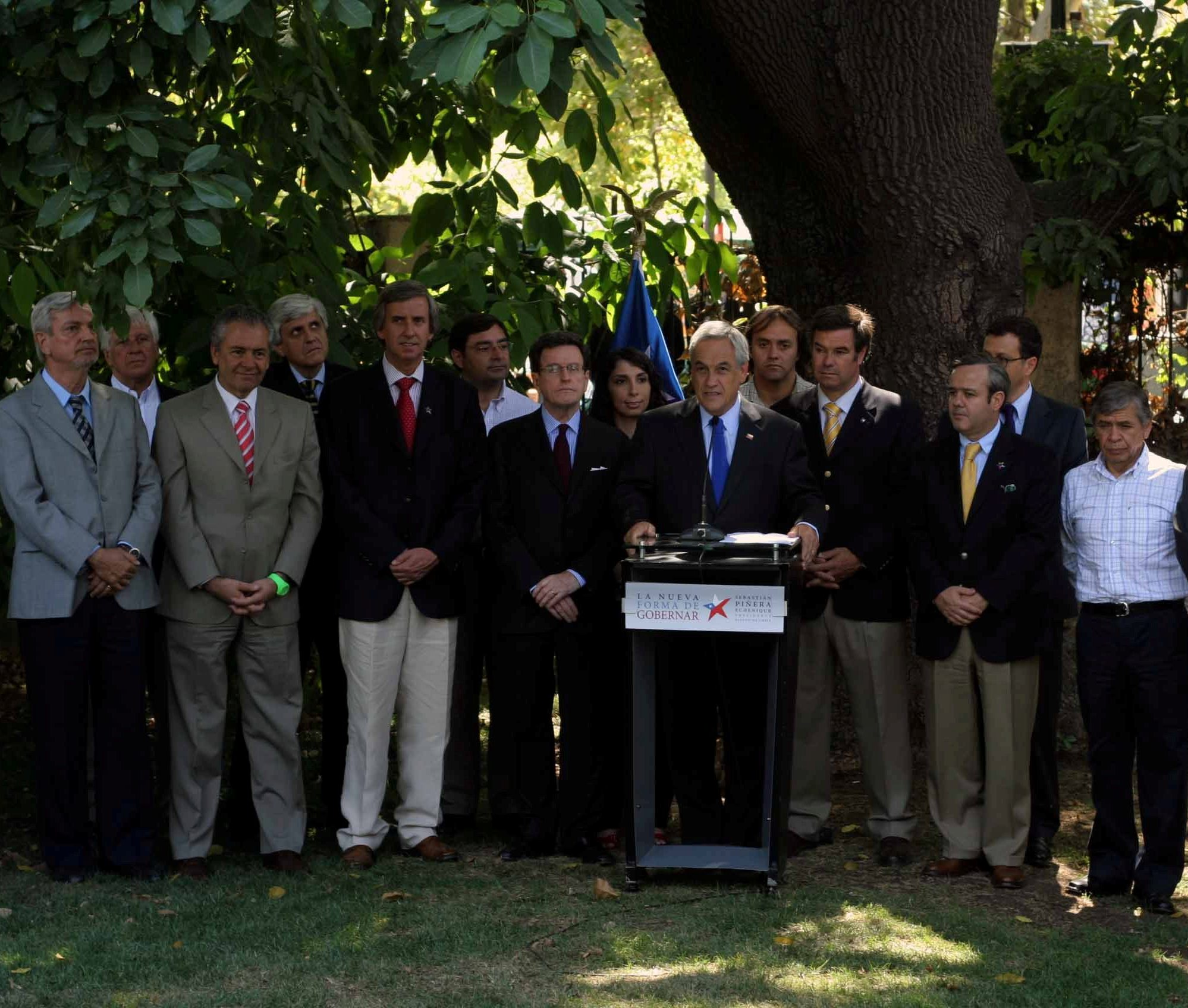
Dirigentes de RN saludando al presidente Sebastián Piñera en 2010.

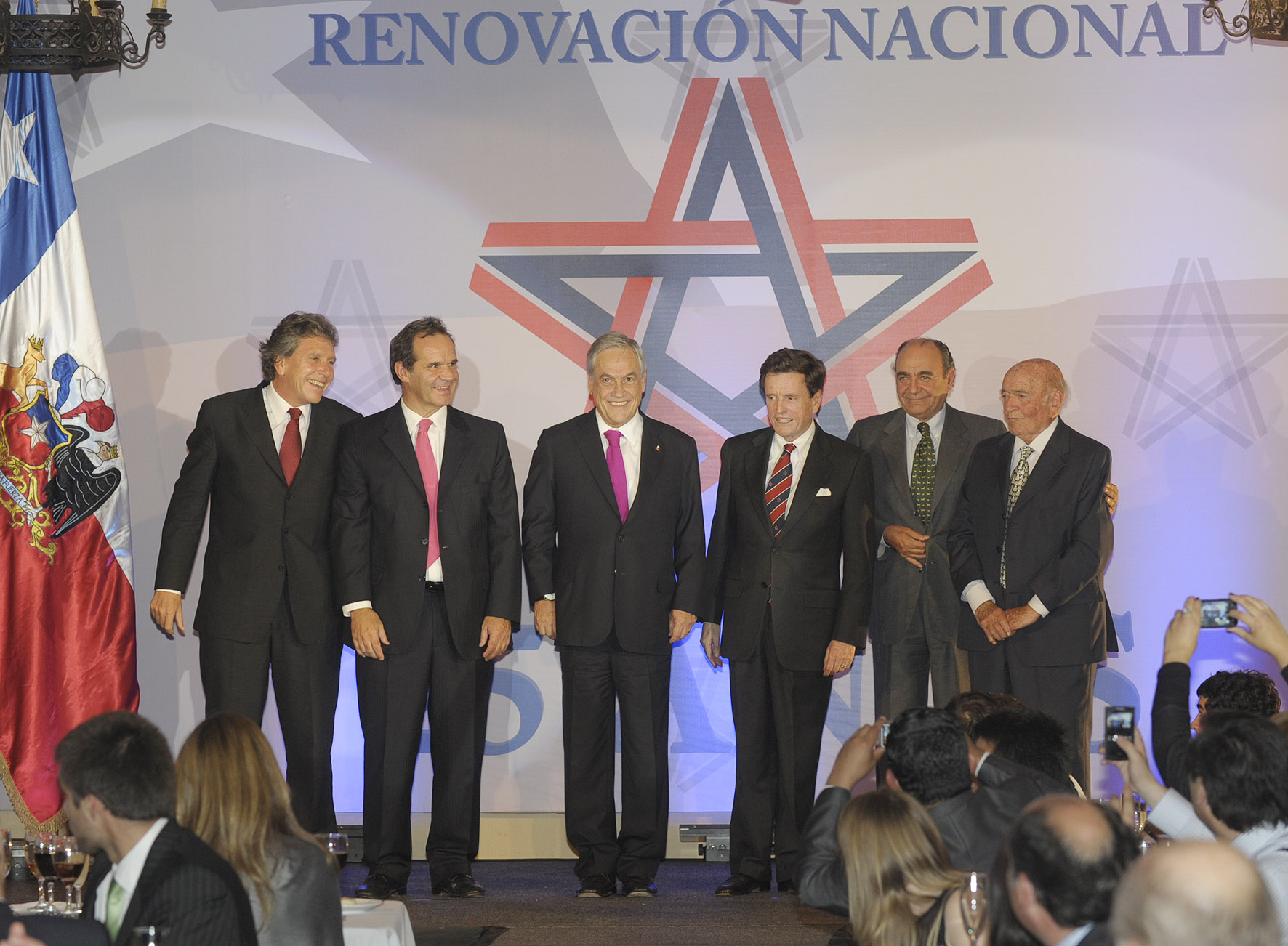
Aniversario de RN en 2012.

En 2009, Piñera volvería a ser candidato presidencial para las elecciones presidenciales, esta vez representando a la Coalición por el Cambio, integrada por RN, la UDI, y el partido de centro liberal Chile Primero. En diciembre de 2009 el candidato obtendría un 44,05 %, pasando a segunda vuelta, esta vez escoltado por el candidato de la Concertación, Eduardo Frei Ruiz-Tagle. Finalmente, el 17 de enero de 2010, Piñera derrotaría estrechamente, con un 51,61 % de los votos, al candidato opositor que obtuvo sólo el 48,39 %. De esta manera, Sebastián Piñera se convirtió en el primer presidente electo de derecha después del retorno a la democracia de 1989, tras 20 años de gobierno concertacionista.
El partido postuló a Andrés Allamand como su precandidato presidencial para las elecciones primarias de la Alianza de 2013 las cuales, sin embargo, terminó ganando Pablo Longueira de la UDI. El 20 de junio de 2013 Longueira depuso su candidatura presidencial debido a un cuadro depresivo crónico, por lo cual RN apoya la candidatura de Evelyn Matthei para la elección presidencial de 2013, en la cual terminó ganado la candidata del pacto Nueva Mayoría, la expresidenta de Chile Michelle Bachelet.[cita requerida]

### Oposición a Bachelet y crisis del partido (2014-2018)

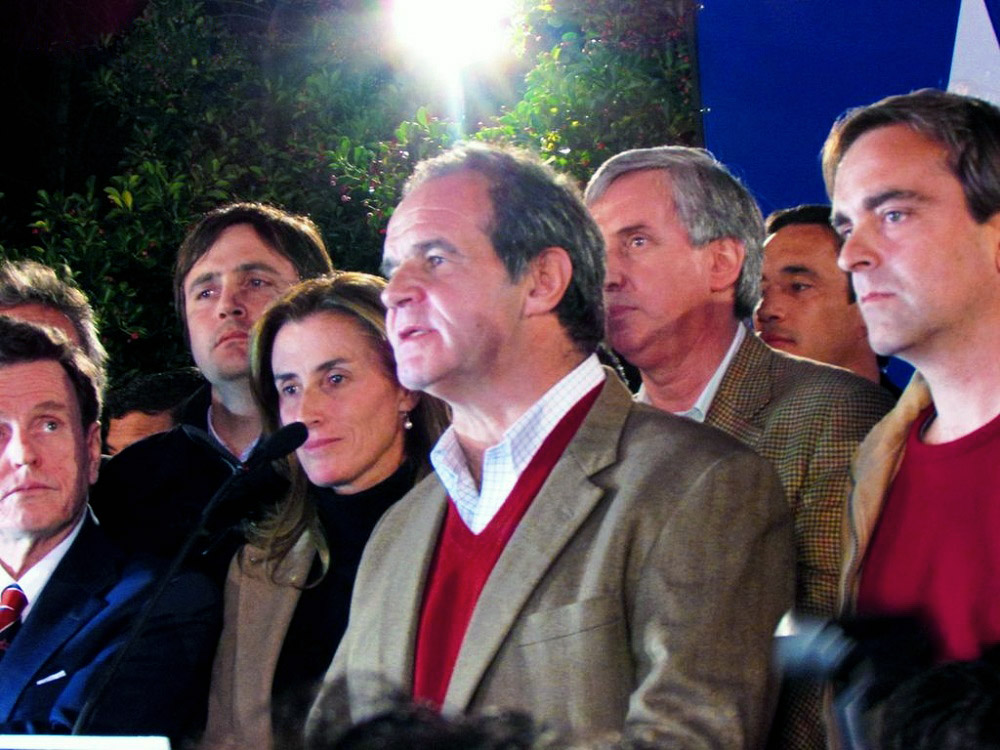
Andrés Allamand asumiendo su derrota tras las primarias de la Alianza de 2013.

Luego de la derrota electoral de 2013, Renovación Nacional se ha sumido en una crisis interna, la que ha gatillado la renuncia de militantes y parlamentarios al partido, como los senadores Antonio Horvath y Lily Pérez, y los diputados Joaquín Godoy, Pedro Browne y Karla Rubilar. Las razones de sus renuncias son semejantes, coincidiendo todos en un punto: RN dio un giro a la derecha dejando el centro político, y ha pasado a ser un partido conservador donde las voces jóvenes no son escuchadas. Los 3 diputados que renunciaron crearon el 7 de enero de 2014 el movimiento político Amplitud, que en 2015 se convirtió en partido político. En 2014 también renunció el exministro Rodrigo Hinzpeter. En las elecciones internas del partido del 2014 el diputado Cristián Monckeberg fue elegido presidente del partido.
En agosto de 2014 el diputado Gaspar Rivas renunció a su militancia en el partido. El 11 de septiembre de 2014, el desaforado diputado RN Rosauro Martínez Labbé fue detenido por participar en el asesinato de militantes del MIR en Neltume en 1981 y posteriormente puesto en libertad bajo fianza, El partido RN a través de una declaración le dio todo su apoyo.

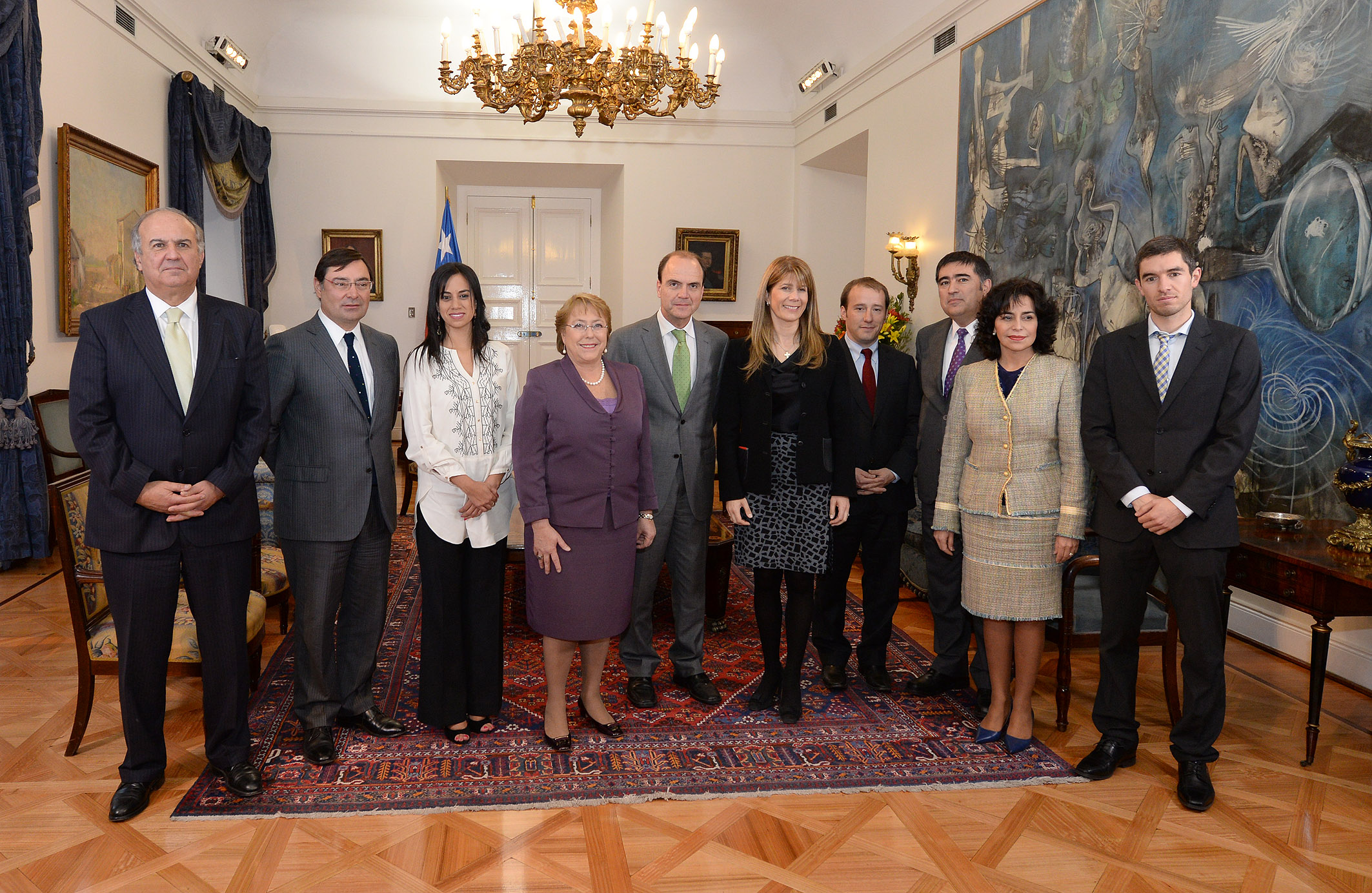
Michelle Bachelet recibe a la directiva del partido, 2014.

El 22 de noviembre de 2014, en un Consejo Doctrinario realizado en Pucón, Renovación Nacional redactó una nueva declaración de principios en donde fueron eliminadas las referencias al Golpe de Estado del 11 de septiembre de 1973, hecho que fue ratificado en una consulta interna el 20 de diciembre de 2014.
En marzo de 2017 RN acordó apoyar la candidatura presidencial de Sebastián Piñera junto con la Unión Demócrata Independiente y el Partido Regionalista Independiente para las primarias presidenciales de Chile Vamos.
En las elecciones parlamentarias de 2017, Renovación Nacional obtuvo 36 escaños en la Cámara de Diputados con el 17,80 % de los votos y 8 escaños en el Senado con el 20,98 % de los sufragios, convirtiéndose así en el partido más votado en estas elecciones y desplazando a su socio de coalición, la UDI.
Para la segunda vuelta de las elecciones presidenciales de 2017 Sebastián Piñera fue reelecto Presidente para el período 2018-2022 con el 54,58 % de los votos.

### Segundo gobierno de Piñera (2018-2022)
El 11 de marzo de 2018, luego que Sebastián Piñera asumiera por segunda vez la Presidencia de la República, Renovación Nacional tiene 6 ministros, 8 subsecretarios, 5 intendentes regionales y 24 gobernadores provinciales.

#### Crisis del partido y renuncias (2019-2020)
El partido ha sido uno de los más afectados en cuanto a renuncias después del Estallido social junto al Partido Socialista y Revolución Democrática. Desde octubre de 2019 hasta febrero de 2020, según el Servel, Renovación Nacional sufrió una baja de 1.540 militantes.
Además, de cara al plebiscito nacional de Chile de 2020, el partido debió enfrentar diversas tensiones internas. Mientras la parte directiva, Mario Desbordes y también el senador Manuel José Ossandón, manifestaron su apoyo a la opción «apruebo», varios miembros del partido estuvieron en desacuerdo con la postura que tomó parte de la directiva. Cabe aclarar que desde el partido se dio libertad de acción para la campaña del plebiscito. Otras caras que manifestaron ir por la opción apruebo fueron Ximena Ossandón, Andrés Longton y Paulina Ñuñez.
Por otro lado, dentro de quienes lideraron la campaña del rechazo estuvieron Diego Schalper, Camila Flores, Andrés Allamand, Eduardo Durán y Francisco Chahuán.

### Oposición a Boric (2022-presente)
Después del segundo gobierno de Sebastián Piñera, Renovación Nacional regresó a la oposición, esta vez, tomando una postura crítica al gobierno del presidente Gabriel Boric. Renovación Nacional realizó homenajes al fallecido expresidente Sebastián Piñera en febrero y marzo de 2024. En enero de 2025 el partido proclamó a Evelyn Matthei como su candidata presidencial para las elecciones de 2025. El 12 de agosto de 2025 Renovación Nacional acuerda con la Unión Demócrata Independiente (UDI), Evópoli y Demócratas un nuevo pacto parlamentario de cara a las elecciones parlamentarias que se realizarán el 16 de noviembre.

## Resultados electorales

### Elecciones parlamentarias
|  | 18,28 % |

|  | 10,76 % |

|  | 16,31 % |

|  | 14,92 % |

|  | 16,77 % |

|  | 14,85 % |

|  | 13,77 % |

|  | 19,74 % |

|  | 14,12 % |

|  | 10,80 % |

|  | 17,82 % |

|  | 20,19 % |

|  | 14,90 % |

|  | 16,24 % |

|  | 17,80 % |

|  | 20,98 % |

|  | 10,96 % |

|  | 11,80 % |

No se incluye independientes en listas de RN o que posteriormente se adhieren a RN (Fuentes: Ministerio del interior y TRICEL).

### Elecciones municipales
|  | 13,44 % |

|  | 18,46 % |

|  | 15,54 % |

|  | 13,97 % |

|  | 15,09 % |

|  | 13,23 % |

|  | 16,11 % |

|  | 11,82 % |

|  | 13,13 % |

|  | 12,65 % |

|  | 17,64 % |

|  | 8,13 % |

|  | 12,88 % |

|  | 17,68 % |

|  | 15,52 % |

Nota: Entre 1992 y 2000 se votaba sólo para elegir concejales. En 1992 hubo alcaldes que compartieron la mitad del período con otro concejal. A partir de 2004 se realizan las votaciones de alcalde y concejales por separado.

### Elecciones de consejeros regionales
|  | 13,90 % |

|  | 18,34 % |

|  | 11,45 % |

|  | 13,64 % |

### Elecciones de convencionales constituyentes
| Elección | Votos   | % de votos      | Escaños |
| -------- | ------- | --------------- | ------- |
| 2021     | 412 763 | \| \| 7,23 % \| | 15/155  |
|          | 7,23 %  |                 |         |

## Estructura

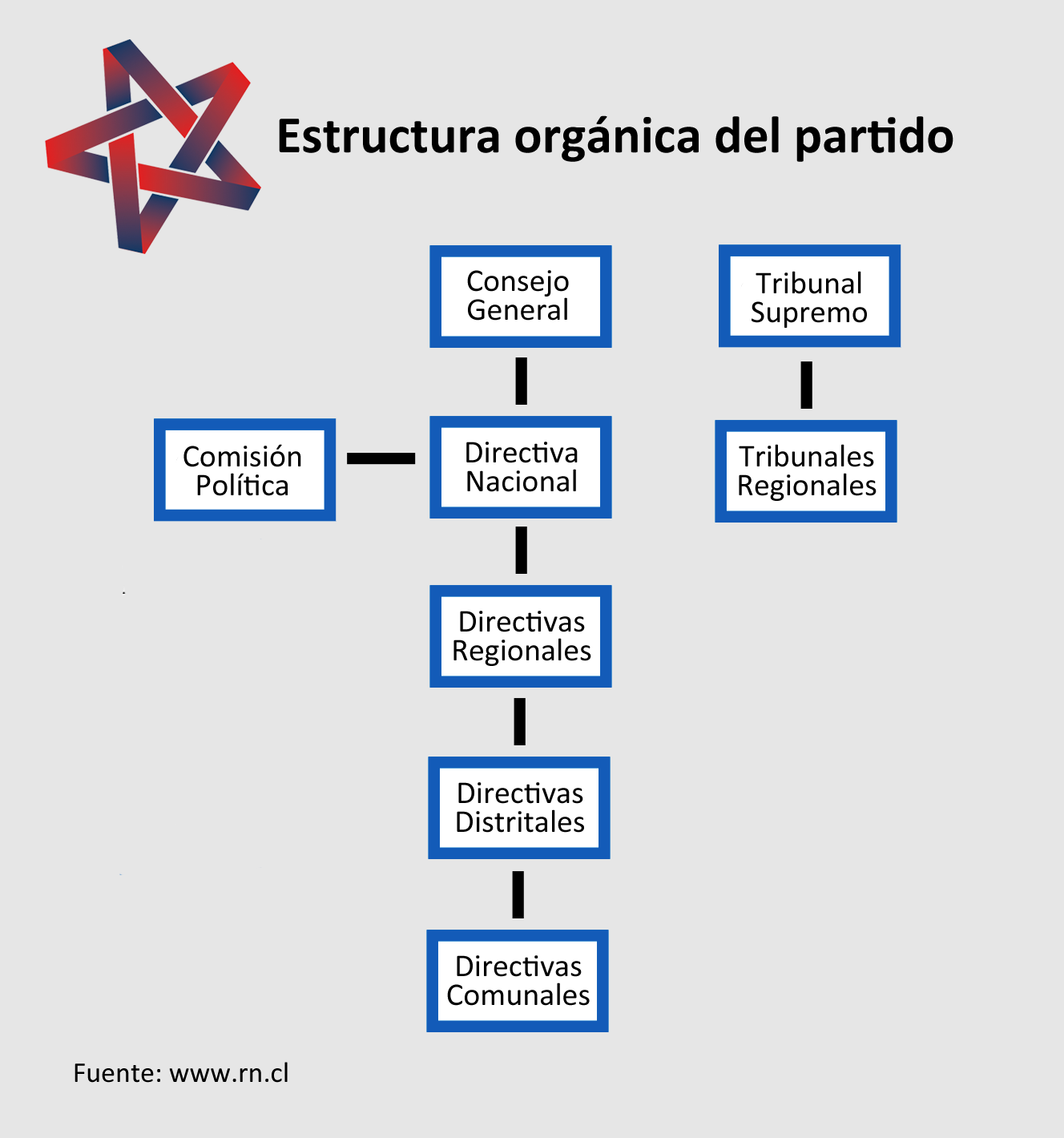
Estructura orgánica partidaria.

En cuanto a la organización de partido, se puede mencionar que el consejo general es la autoridad máxima del partido. Sus más de 450 miembros son elegidos por los militantes de las 16 regiones del país. Lo integran por derecho propio la mesa y todos los representantes del partido en el Congreso y, se renueva cada dos años.
Por debajo del consejo general está la comisión política, conformada por quince miembros no parlamentarios, elegidos por votación secreta en el consejo general. A esta estructura del partido le corresponde entre otros deberes:
- Determinar y resolver en forma permanente la acción política del partido, ateniéndose a los acuerdos del consejo general
- Fijar las orientaciones de la gestión legislativa que corresponde desarrollar a los parlamentarios

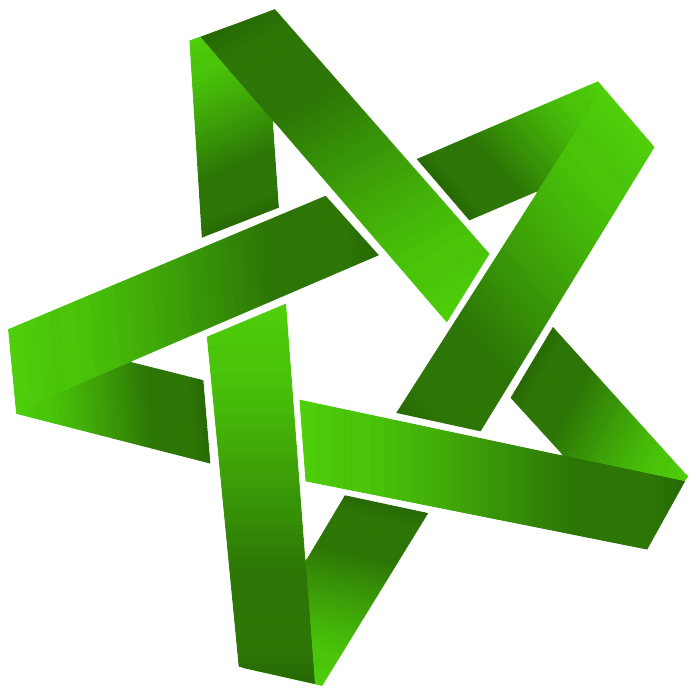
Emblema de la Juventud de Renovación Nacional.

A la directiva nacional —integrada por un presidente nacional, secretario general y ocho vicepresidentes— le corresponde entre otras responsabilidades:
- Dirigir el partido en conformidad a sus principios, estatuto, programas, y a las orientaciones, resoluciones y acuerdos del consejo general
- Proponer al consejo general el programa del partido; dictar los reglamentos internos necesarios para la adecuada organización, funcionamiento y financiamiento del partido.[a]
- Proponer al consejo general las modificaciones a las declaraciones de principios, nombre del partido, programas partidarios, estatutos y reglamento interno, como asimismo las alianzas, pactos electorales, fusión con otro u otros partidos, y su disolución.

### Presidentes
Renovación Nacional ha tenido trece presidentes en su historia:
| Nombre                             | Retrato | Inicio                  | Fin                     | Gobierno | Gobierno        | Gobierno          |
| ---------------------------------- | ------- | ----------------------- | ----------------------- | -------- | --------------- | ----------------- |
| Ricardo Rivadeneira Monreal        |         | 29 de abril de 1987     | 11 de diciembre de 1987 |          | Mlt             | Dictadura militar |
| Sergio Onofre Jarpa Reyes          |         | 11 de diciembre de 1987 | 5 de agosto de 1990     |          | Mlt             | Dictadura militar |
| Andrés Allamand Zavala             |         | 5 de agosto de 1990     | 25 de junio de 1997     |          | Con             | Aylwin            |
| Andrés Allamand Zavala             |         | 5 de agosto de 1990     | 25 de junio de 1997     | Con      | Frei Ruiz-Tagle |                   |
| Alberto Espina Otero               |         | 25 de junio de 1997     | 22 de junio de 1999     | Con      | Frei Ruiz-Tagle |                   |
| Alberto Cardemil Herrera           |         | 22 de junio de 1999     | 26 de mayo de 2001      |          | Con             | Lagos             |
| Sebastián Piñera Echenique         |         | 26 de mayo de 2001      | 10 de marzo de 2004     |          | Con             | Lagos             |
| Sergio Diez Urzúa                  |         | 10 de marzo de 2004     | 27 de mayo de 2006      |          | Con             | Lagos             |
| Carlos Larraín Peña                |         | 27 de mayo de 2006      | 21 de junio de 2014     |          | Con             | Bachelet I        |
| Carlos Larraín Peña                |         | 27 de mayo de 2006      | 21 de junio de 2014     | Alz      | Piñera I        |                   |
| Cristián Monckeberg Bruner         |         | 21 de junio de 2014     | 10 de marzo de 2018     |          | NM              | Bachelet II       |
| Mario Desbordes Jiménez            |         | 10 de marzo de 2018     | 28 de julio de 2020     |          | ChV             | Piñera II         |
| Rafael Prohens Espinosa (interino) |         | 28 de julio de 2020     | 20 de junio de 2021     |          | ChV             | Piñera II         |
| Francisco Chahuán Chahuán          |         | 20 de junio de 2021     | 7 de octubre de 2023    |          | AG              | Boric             |
| Rodrigo Galilea Vial               |         | 7 de octubre de 2023    | En el cargo             |          | AG              | Boric             |

### Secretarios generales
| Nombre                        | Imagen | Inicio                  | Fin                     |
| ----------------------------- | ------ | ----------------------- | ----------------------- |
| Andrés Allamand Zavala        |        | 29 de abril de 1987     | 5 de agosto de 1990     |
| Roberto Ossandón Irarrázabal  | -      | 1991                    | 1997                    |
| Rodrigo Ubilla Mackenney      |        | 1994                    | 25 de junio de 1997     |
| Rodrigo Hinzpeter Kirberg     |        | 2001                    |                         |
| -                             | -      | -                       | -                       |
| Renato Sepúlveda Nebel        |        |                         | 2003                    |
| Cristián Monckeberg Bruner    |        | 2003                    |                         |
| Lily Pérez San Martín         |        | 27 de mayo de 2006      | 2008                    |
| Bruno Baranda Ferrán          |        | 2008                    | 30 de agosto de 2010    |
| Cecilia Pérez Jara (interina) |        | 1 de julio de 2010      | 24 de diciembre de 2010 |
| Mario Desbordes Jiménez       |        | 24 de diciembre de 2010 | 10 de marzo de 2018     |
| Felipe Cisternas Sobarzo      |        | 19 de marzo de 2018     | enero de 2021           |
| José Miguel Arellano Merino   |        | enero de 2021           | 20 de junio de 2021     |
| Diego Schalper Sepúlveda      |        | 20 de junio de 2021     | 7 de octubre de 2023    |
| Andrea Balladares Letelier    |        | 7 de octubre de 2023    | en el cargo             |

### Directiva actual
| Nombre              | Foto | Cargo                 | Notas                                 |
| ------------------- | ---- | --------------------- | ------------------------------------- |
| Rodrigo Galilea     |      | Presidente            | Senador de la República               |
| Andrea Balladares   |      | Secretaria general    | Exsubsecretaria de Servicios Sociales |
| José García Ruminot |      | Primer vicepresidente | Senador de la República               |
| Ricardo Kuschel     |      | Vicepresidente        |                                       |
| Giannina González   |      | Vicepresidente        |                                       |
| Ximena Ossandón     |      | Vicepresidente        | Diputada de la República              |
| Pedro Pizarro       |      | Vicepresidente        |                                       |
| Ruggero Cozzi       |      | Vicepresidente        | Ex convencional constituyente         |
| Mario Meza          |      | Vicepresidente        |                                       |

## Autoridades elegidas

### Presidente de Chile
Sebastián Piñera cuando fue elegido como presidente de la República en 2010, era militante de Renovación Nacional, pero debió renunciar al partido debido a los estatutos del mismo, que obligan a cualquier miembro que sea electo como presidente a renunciar a su militancia política, para preservar su independencia.

### Senadores
Actualmente, el partido tiene 10 senadores:
| Senador                          | Circunscripción                             | Período   |
| -------------------------------- | ------------------------------------------- | --------- |
| Paulina Núñez Urrutia            | Circunscripción III (Región de Antofagasta) | 2022-2030 |
| Rafael Prohens Espinosa          | Circunscripción IV (Región de Atacama)      | 2018-2026 |
| Francisco Chahuán Chahuán        | Circunscripción VI (Región de Valparaíso)   | 2010-2026 |
| Kenneth Pugh Olavarría           | Circunscripción VI (Región de Valparaíso)   | 2018-2026 |
| Manuel José Ossandón Irarrázabal | Circunscripción VII (RM de Santiago)        | 2014-2030 |
| Rodrigo Galilea Vial             | Circunscripción IX (Región del Maule)       | 2018-2026 |
| José García Ruminot              | Circunscripción XI (Región de la Araucanía) | 2002-2026 |
| María José Gatica Bertín         | Circunscripción XII (Región de Los Ríos)    | 2022-2030 |
| Carlos Kuschel Silva             | Circunscripción XIII (Región de Los Lagos)  | 2022-2030 |
| Alejandro Kusanovic Glusevic     | Circunscripción XV (Región de Magallanes)   | 2022-2030 |

### Diputados
La colectividad tiene 22 diputados por el período 2022-2026:
| Nombre                        | Región          | Distrito |
| ----------------------------- | --------------- | -------- |
| José Miguel Castro Bascuñán   | de Antofagasta  | 3        |
| Sofía Cid Versalovic          | de Atacama      | 4        |
| Andrés Longton Herrera        | de Valparaíso   | 6        |
| Camila Flores Oporto          | de Valparaíso   | 6        |
| Andrés Celis Montt            | de Valparaíso   | 7        |
| Jorge Durán Espinoza          | RM de Santiago  | 9        |
| María Luisa Cordero Velásquez | RM de Santiago  | 10       |
| Ximena Ossandón Irarrázabal   | RM de Santiago  | 12       |
| Eduardo Durán Salinas         | RM de Santiago  | 13       |
| Diego Schalper Sepúlveda      | de O'Higgins    | 15       |
| Carla Morales Maldonado       | de O'Higgins    | 16       |
| Hugo Rey Martínez             | del Maule       | 17       |
| Paula Labra Besserer          | del Maule       | 18       |
| Frank Sauerbaum Muñoz         | de Ñuble        | 19       |
| Leonidas Romero Sáez          | del Biobío      | 20       |
| Jorge Rathgeb Schifferli      | de la Araucanía | 22       |
| Juan Carlos Beltrán Silva     | de la Araucanía | 22       |
| Miguel Becker Alvear          | de la Araucanía | 23       |
| Miguel Mellado Suazo          | de la Araucanía | 23       |
| Bernardo Berger Fett          | de Los Ríos     | 24       |
| Mauro González Villarroel     | de Los Lagos    | 26       |
| Marcia Raphael Mora           | de Aysén        | 27       |

### Consejeros regionales
Actualmente Renovación Nacional, incluyendo independientes (*), tiene 53 consejeros regionales para el período 2022-2026.
| Nombre                         | Región             | Consejeros regionales | Circunscripción provincial |
| ------------------------------ | ------------------ | --------------------- | -------------------------- |
| Neil Castillo Lillo            | Arica y Parinacota | 2/14                  | Arica                      |
| Lorena Ventura Vásquez         | Arica y Parinacota | 2/14                  | Parinacota                 |
| Iván Pérez Valencia            | Tarapacá           | 3/14                  | Iquique                    |
| Espartago Ferrari Pavez        | Tarapacá           | 3/14                  | Iquique                    |
| Eduardo Mamani Mamani          | Tarapacá           | 3/14                  | Tamarugal                  |
| Katherine San Martín Sánchez   | Antofagasta        | 1/16                  | Antofagasta                |
| Alex Ahumada Monroy            | Atacama            | 3/14                  | Chañaral                   |
| Maximiliano Barrionuevo García | Atacama            | 3/14                  | Copiapó                    |
| Roberto Alegría Olivares       | Atacama            | 3/14                  | Huasco                     |
| Marcelo Castagneto Arancibia   | Coquimbo           | 1/16                  | Elqui                      |
| Edith Quiroz Ortíz             | Valparaíso         | 6/28                  | Los Andes                  |
| Percy Marín Vera               | Valparaíso         | 6/28                  | Marga Marga                |
| Christian Macaya Abarca        | Valparaíso         | 6/28                  | Petorca                    |
| Roberto Chahuán Chahuán*       | Valparaíso         | 6/28                  | Quillota                   |
| Paola Zamorano Arratia         | Valparaíso         | 6/28                  | San Antonio                |
| Iván Reyes Figueroa            | Valparaíso         | 6/28                  | San Felipe                 |
| Manuel Monckeberg Díaz*        | Metropolitana      | 2/34                  | Santiago IV                |
| María Ponti Rissetti           | Metropolitana      | 2/34                  | Santiago VI                |
| Monserrat Gallardo Contreras   | O'Higgins          | 3/16                  | Cachapoal I                |
| Edinson Toro Rojas             | O'Higgins          | 3/16                  | Cachapoal II               |
| Gerardo Contreras Jorquera     | O'Higgins          | 3/16                  | Colchagua                  |
| Juan Muñoz Saavedra            | Maule              | 6/20                  | Cauquenes                  |
| George Bordachar Sotomayor     | Maule              | 6/20                  | Curicó                     |
| Gaby Fuentes Yáñez             | Maule              | 6/20                  | Curicó                     |
| Cecilia Parham Mucarquer       | Maule              | 6/20                  | Linares                    |
| Rafael Ramírez Parra           | Maule              | 6/20                  | Linares                    |
| Paola Guajardo Oyarce          | Maule              | 6/20                  | Talca                      |
| Rodrigo Dinamarca Muñoz        | Ñuble              | 4/16                  | Diguillín                  |
| Laura Aravena Alarcón          | Ñuble              | 4/16                  | Itata                      |
| Javier Ávila Parada            | Ñuble              | 4/16                  | Punilla                    |
| Laura Pozo Monar*              | Ñuble              | 4/16                  | Punilla                    |
| Christopher Gengnagel Carrasco | Biobío             | 4/22                  | Arauco                     |
| Edgard Sandoval Jara           | Biobío             | 4/22                  | Biobío                     |
| Gabriel Torres Hermosilla      | Biobío             | 4/22                  | Concepción I               |
|                                | Biobío             | 4/22                  |                            |
| Anselmo Peña Rodríguez         | Biobío             | 4/22                  | Concepción III             |
| José Zamora Silva              | La Araucanía       | 4/20                  | Cautín I                   |
| Eduardo Hernández Schmidt      | La Araucanía       | 4/20                  | Cautín II                  |
| Gilda Mendoza Vásquez          | La Araucanía       | 4/20                  | Cautín II                  |
| María Gutiérrez Saavedra       | La Araucanía       | 4/20                  | Malleco                    |
| Enrique Larre Peralta*         | Los Ríos           | 2/14                  | Ranco                      |
| Ariel Muñoz Morales            | Los Ríos           | 2/14                  | Valdivia                   |
| Francisco Cárcamo Hernández*   | Los Lagos          | 7/16                  | Chiloé                     |
| Ricardo Kurschel Silva         | Los Lagos          | 7/16                  | Llanquihue                 |
| Rodrigo Wainraihgt Galilea     | Los Lagos          | 7/16                  | Llanquihue                 |
| Fredy Opitz Vergara            | Los Lagos          | 7/16                  | Llanquihue                 |
| César Negrón Barría            | Los Lagos          | 7/16                  | Llanquihue                 |
| Alexis Casanova Cárdenas       | Los Lagos          | 7/16                  | Osorno                     |
| Fernando Hernández Torres      | Los Lagos          | 7/16                  | Palena                     |
| Paola Rodríguez Cuevas         | Aysén              | 2/14                  | Aysén                      |
| Raúl Rudolphi Altaner          | Aysén              | 2/14                  | Coyhaique                  |
| Rodolfo Moncada Salazar        | Magallanes         | 2/14                  | Antártica Chilena          |
| Antonio Rispoli Giner          | Magallanes         | 2/14                  | Magallanes                 |

### Alcaldes
Actualmente Renovación Nacional tiene 32 alcaldes para el período 2021-2024, a excepción de las regiones de Arica y Parinacota, Tarapacá y Antofagasta.
| Nombre                        | Región        | Alcaldes | Comuna           |
| ----------------------------- | ------------- | -------- | ---------------- |
| Mario Araya Rojas             | Atacama       | 2/9      | Diego de Almagro |
| Alex Ahumada Monroy           | Atacama       | 2/9      | Chañaral         |
| Daniela Norambuena Borgheresi | Coquimbo      | 2/15     | La Serena        |
| Hernán Ahumada Ahumada        | Coquimbo      | 2/15     | Paihuano         |
| Claudia Adasme Donoso         | Valparaíso    | 4/38     | Papudo           |
| Carolina Corti Badía          | Valparaíso    | 4/38     | Quilpué          |
| Marco González Candía         | Valparaíso    | 4/38     | Algarrobo        |
| Rodrigo Martínez Roca         | Valparaíso    | 4/38     | Casablanca       |
| Felipe Alessandri Vergara     | Metropolitana | 3/52     | Lo Barnechea     |
| Jessica Mualim Fajuri         | Metropolitana | 3/52     | María Pinto      |
| Mario Desbordes Jiménez       | Metropolitana | 3/52     | Santiago         |
| Félix Sánchez Vergara         | O'Higgins     | 2/33     | Coltauco         |
| Moisés Carvacho Vargas        | O'Higgins     | 2/33     | Paredones        |
| José Antonio Arellano Lynch   | Maule         | 5/30     | Romeral          |
| Américo Guajardo Oyarce       | Maule         | 5/30     | Río Claro        |
| Juan Díaz Avendaño            | Maule         | 5/30     | Talca            |
| Mario Meza Vásquez            | Maule         | 5/30     | Linares          |
| Rafael Ramírez Parra          | Maule         | 5/30     | Retiro           |
| Nicolás Torres Ovalle         | Ñuble         | 3/21     | Ránquil          |
| Patricio Suazo Romero         | Ñuble         | 3/21     | San Ignacio      |
| Renán Cabezas Arroyo          | Ñuble         | 3/21     | El Carmen        |
| Jaime Veloso Jara             | Biobío        | 4/33     | Tucapel          |
| Vladimir Fica Toledo          | Biobío        | 4/33     | Laja             |
| Cristian Oses Abuter          | Biobío        | 4/33     | Santa Bárbara    |
| Jorge Radonich Barra          | Biobío        | 4/33     | Cañete           |
| Manuel Macaya Ramírez         | La Araucanía  | 5/32     | Collipulli       |
| Hans González Espinoza        | La Araucanía  | 5/32     | Galvarino        |
| Ricardo Jaramillo Galindo     | La Araucanía  | 5/32     | Lautaro          |
| Katherinne Migueles Muñoz     | La Araucanía  | 5/32     | Vilcún           |
| Jacqueline Romero Insunza     | La Araucanía  | 5/32     | Pitrufquén       |
| Claudio González Navarro      | Los Ríos      | 2/12     | Corral           |
| Miguel Meza Shwenke           | Los Ríos      | 2/12     | Lago Ranco       |
| Sebastián Cruzat Cárcamo      | Los Lagos     | 4/30     | Río Negro        |
| Rodrigo Wainraihgt Galilea    | Los Lagos     | 4/30     | Puerto Montt     |
| Fernando Oyarzún Macías       | Los Lagos     | 4/30     | Chonchi          |
| Julio Delgado Retamal         | Los Lagos     | 4/30     | Palena           |
| Francisco Roncagliolo Lepio   | Aysén         | 1/10     | Cisnes           |
| Claudio Radonich Jiménez      | Magallanes    | 1/11     | Punta Arenas     |

### Concejales
Actualmente RN tiene 439 concejales electos, los que fueron como militantes o como independientes pro-RN, los cuales se dividen por región de la siguiente manera;
| Región                            | Concejales |
| --------------------------------- | ---------- |
| Arica y Parinacota                | 3          |
| Tarapacá                          | 11         |
| Antofagasta                       | 10         |
| Atacama                           | 11         |
| Coquimbo                          | 14         |
| Valparaíso                        | 50         |
| Metropolitana de Santiago         | 79         |
| O'Higgins                         | 32         |
| Maule                             | 40         |
| Ñuble                             | 32         |
| Biobío                            | 30         |
| Araucanía                         | 47         |
| Los Ríos                          | 17         |
| Los Lagos                         | 37         |
| Aysén                             | 15         |
| Magallanes y la Antártica Chilena | 11         |
| Total nacional                    | 439        |

## Eslóganes de campaña
| Tipo de elección                   | Título del eslogan                                                               |
| ---------------------------------- | -------------------------------------------------------------------------------- |
| Plebiscito 1988                    | Sí a la democracia, sí a Chile                                                   |
| Parlamentarias 1989                | Renovación Nacional, porque estamos renovando la democracia y el progreso social |
| Municipales 1992                   | El partido que le juega limpio a Chile                                           |
| Parlamentarias 1993                | Renovación Nacional, una propuesta para el Chile del futuro                      |
| Municipales 1996                   | El partido que une a Chile                                                       |
| Parlamentarias 1997                | Chile necesita un cambio con Renovación Nacional                                 |
| Municipales 2000                   | Renovación Nacional, lo mejor para Chile                                         |
| Parlamentarias 2001                | Levantemos Chile, el cambio positivo                                             |
| Municipales 2004                   | Junto a Renovación Nacional, juégatela por tu comuna                             |
| Parlamentarias 2005                | Para unir a Chile                                                                |
| Municipales 2008                   | El futuro te sonríe                                                              |
| Parlamentarias 2009                | 100% Renovación. Con tu voto hoy es posible                                      |
| Municipales 2012                   | Me gusta                                                                         |
| Primarias 2013                     | Firme contigo                                                                    |
| Parlamentarias 2013                | Comprometidos con Chile                                                          |
| Municipales 2016                   | Con RN, ¡Vamos adelante!                                                         |
| Primarias 2017                     | #PiñeraEsRN                                                                      |
| Parlamentarias 2017                | Tiempos mejores. Piñera es RN                                                    |
| Plebiscito 2020                    | Apruebo o rechazo, queremos lo mejor para Chile                                  |
| Convencionales constituyentes 2021 | Estamos de acuerdo                                                               |
| Parlamentarias 2021                | Chile nos une                                                                    |
| Plebiscito 2022                    | RN vota rechazo                                                                  |
| Plebiscito 2023                    | RN, a favor de Chile                                                             |
| Municipales 2024                   | Construyamos tiempos mejores                                                     |

## Logotipos
| Período                                        | Descripción                                                                                                 |
| ---------------------------------------------- | --- |
| 1987-2001, 2002-2005, 2012-2014, 2018-presente | Un dibujo de una estrella en línea tricolor azul, blanca y roja.                                            |
| 2001-2002                                      | Es un RN de color azul, que al lado figura un visto color rojo.                                             |
| 2005-2009                                      | La R es roja, la N es azul y al centro va la estrella.                                                      |
| 2009-2012                                      | Es una estrella compuesta de bordes rojo y azul que van intercalados.                                       |
| 2014-2018                                      | La estrella se compone de los colores rojo y azul en degradado y se encuentra inclinada hacia la izquierda. |

Emblema utilizado entre 1987-2001, 2002-2005, 2012-2014, y desde 2018.
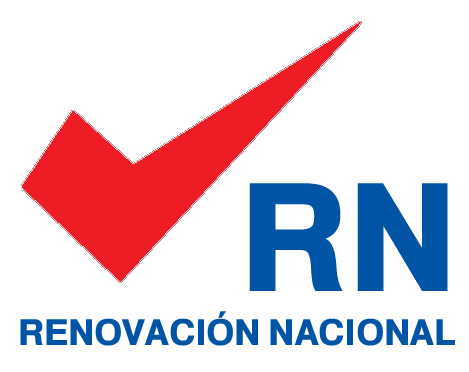
Emblema utilizado entre 2001 y 2002.
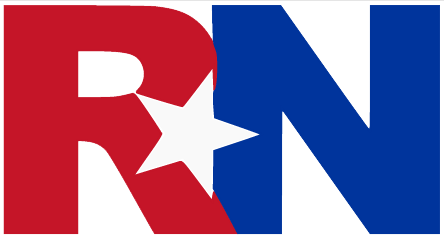
Emblema utilizado entre 2005 y 2009.
Emblema utilizado entre 2009 y 2012.
Emblema utilizado entre 2014-2018.

## Himno
Renovación Nacional cuenta con un himno propio partidista, el cual es el siguiente:

En alegre amanecida

que ilumina el tricolor
viene Renovación Nacional
trayendo a nuestras vidas
una nueva misión
que nace de la historia
y es una tradición de Patria, trabajo y valor

Chilenos, adelante,
resueltos a la acción
seamos siempre ejemplo

de esfuerzo creador
Dispuestos a luchar

con alma y corazón
cumplamos un destino
abramos el camino
a un gran Chile mejor

(Coro)

Renovación

Renovación Nacional
De los Andes hasta Pascua

de Arica al Polo Sur
resuenan nuestras voces
cantando esta canción
que es himno de futuro
de un pueblo emprendedor.
Canción de juventudes
que vencen latitudes
y alientan fe y amor

(Coro)

Renovación

Renovación Nacional
Renovacion Nacional